# Fay Miller
Christina Fay Miller (Ceduna, Australia, 8 de abril de 1947-Darwin, Australia, 1 de abril de 2023) fue una política australiana.

## Biografía
Fungió como alcaldesa y en representación del Partido Liberal del País (CLP), como Miembro de la Asamblea Legislativa del Territorio del Norte desde 2003 a 2008. En 2006 estuvo involucrada en un accidente automovilístico y sufrió lesiones graves, lo que contribuyó a su jubilación en 2008. Fue nombrada miembro de la Orden de Australia.
Contrajo matrimonio con Dennis Cheal, fue madre de tres hijos.
Falleció el 1 de abril de 2023 a los 75 años, de leucemia.